# Aharen-san wa hakarenai
Aharen-san wa hakarenai (jap. 阿波連さんははかれない) – manga autorstwa Asato Mizu, publikowana w magazynie internetowym „Shōnen Jump+” wydawnictwa Shūeisha od stycznia 2017 do kwietnia 2023.  
Na podstawie mangi studio Felix Film wyprodukowało serial anime, który emitowany był od kwietnia do czerwca 2022 w bloku programowym Animeism. Drugi sezon emitowano od kwietnia do czerwca 2025.

## Fabuła
Reina Aharen, drobna i urocza uczennica o cichym głosie, nie potrafi określić odpowiedniego dystansu oraz przestrzeni osobistej. Czasami znajduje się o centymetry od czyjejś twarzy, a innym razem o mile za daleko. Jedyną osobą, która stara się zrozumieć jej wybryki, jest Raidō Matsuboshi, który w ławce obok niej. Ma groźną twarz, ale w rzeczywistości jest miłym chłopcem z wyobraźnią, która czasami szaleje. Aharen-san wa hakarenai śledzi losy tej osobliwej pary, której przyjaźń zaczyna rozkwitać, gdy Raidou podnosi gumkę Aharen. Dziewczyna błędnie interpretuje jego gest i teraz uważa, że są najlepszymi przyjaciółmi, pokazując, jak najprostsze rzeczy mogą okazać się dla nich najbardziej skomplikowanymi wyzwaniami.

## Bohaterowie
- Reina Aharen (jap. 阿波連 れいな Aharen Reina)

Seiyū: Inori Minase 
- Raidō Matsuboshi (jap. 来堂 松星 Matsuboshi Raidō)

Seiyū: Takuma Terashima 
- Mitsuki Ōshiro (jap. 大城 みつき Ōshiro Mitsuki)

Seiyū: M.A.O 
- Pani Tōbaru (jap. 桃原先生 Tōbaru-sensei)

Seiyū: Kana Hanazawa 
- Ishikawa (jap. 石川)

Seiyū: Tetsuya Kakihara 
- Hanako Satō (jap. 佐藤 ハナコ Satō Hanako)

Seiyū: Tomori Kusunoki 
- Pani Miyahira (jap. 宮平先生 Miyahira-sensei)

Seiyū: Yurie Kozakai 
- Młodsza siostra Raidō (jap. ライドウ妹 Raidō imōto)

Seiyū: Rika Nagae 
- Atsushi (jap. あつし)

Seiyū: Natsumi Fujiwara 
- Futaba (jap. ふたば)

Seiyū: Maria Sashide 
- Ren Aharen (jap. 阿波連 れん Aharen Ren)

Seiyū: Misaki Kuno 
- Eru Aharen (jap. 阿波連 える Aharen Eru)

Seiyū: Rina Hidaka 

## Manga
Manga ukazywała się w magazynie internetowym „Shōnen Jump+” od 29 stycznia 2017 do 30 kwietnia 2023.
| Nr | Data wydania (język japoński) | ISBN (język japoński)  |
| -- | ----------------------------- | ---------------------- |
| 1  | 4 sierpnia 2017               | ISBN 978-4-08-881090-4 |
| 2  | 4 grudnia 2017                | ISBN 978-4-08-881301-1 |
| 3  | 4 kwietnia 2018               | ISBN 978-4-08-881396-7 |
| 4  | 4 lipca 2018                  | ISBN 978-4-08-881525-1 |
| 5  | 2 listopada 2018              | ISBN 978-4-08-881635-7 |
| 6  | 4 kwietnia 2019               | ISBN 978-4-08-881805-4 |
| 7  | 2 sierpnia 2019               | ISBN 978-4-08-882023-1 |
| 8  | 4 stycznia 2020               | ISBN 978-4-08-882181-8 |
| 9  | 13 maja 2020                  | ISBN 978-4-08-882287-7 |
| 10 | 2 października 2020           | ISBN 978-4-08-882434-5 |
| 11 | 4 marca 2021                  | ISBN 978-4-08-882563-2 |
| 12 | 4 sierpnia 2021               | ISBN 978-4-08-882737-7 |
| 13 | 4 kwietnia 2022               | ISBN 978-4-08-883075-9 |
| 14 | 3 czerwca 2022                | ISBN 978-4-08-883124-4 |
| 15 | 4 października 2022           | ISBN 978-4-08-883276-0 |
| 16 | 4 kwietnia 2023               | ISBN 978-4-08-883466-5 |
| 17 | 4 sierpnia 2023               | ISBN 978-4-08-883611-9 |

## Anime
Powstanie adaptacji w formie telewizyjnego serialu anime zapowiedziano 31 lipca 2021. Seria została wyprodukowana przez studio Felix Film i wyreżyserowana przez Tomoe Makino wraz z Yasutaką Yamamoto jako głównym reżyserem. Scenariusz napisał Takao Yoshioka, postacie zaprojektowała Yūko Yahiro, a Satoru Kōsaki i MONACA skomponowali muzykę. Serial był emitowany od 2 kwietnia do 18 czerwca 2022 na antenach MBS, TBS i BS-TBS w bloku programowym Animeism. Motywem przewodnim jest „Hanarenai kyori” (jap. はなれないࣝ離) autorstwa TrySail, natomiast kończącym „Kyorikan” (jap. キョリ感) w wykonaniu HaKoniwalily. Licencję na serię nabył Crunchyroll.
11 kwietnia 2022 Crunchyroll ogłosił, że seria otrzyma angielski dubbing, którego premiera odbyła się 15 kwietnia.
3 sierpnia 2024 zapowiedziano powstanie drugiego sezonu. Emisja rozpoczęła się 7 kwietnia i zakończyła 23 czerwca 2025, licząc 12 odcinków. Motyw otwierający, „Binetsuma” (jap. 微熱魔), wykonuje Zutomayo, natomiast za motyw końcowy, „Twilight” (jap. トワイライト Towairaito), odpowiada Shallm.

### Lista odcinków

#### Sezon 1
| №  | #  | Tytuł                                                                   | Reżyseria                  | Scenariusz     | Scenorys                         | Premiera         |
| -- | -- | ----------------------------------------------------------------------- | -------------------------- | -------------- | -------------------------------- | ---------------- |
| 1  | 1  | Isn’t This Too Close? Chika sugi ja ne? (近すぎじゃね？)                | Tomoe Makino               | Takao Yoshioka | Tomoe Makino                     | 2 kwietnia 2022  |
| 2  | 2  | Are We Being Followed? Tsukerareterun ja ne? (尾行られてるんじゃね？)   | Shō Hamada                 | Ayumu Hisao    | Saori Yamamoto                   | 9 kwietnia 2022  |
| 3  | 3  | We’re Changing Seats, Huh? Sekigae ja ne? (席替えじゃね？)              | Ken Andō                   | Kotsukotsu     | Yoshihiro Takamoto               | 16 kwietnia 2022 |
| 4  | 4  | Isn’t That Overdoing It? Hamari sugi ja ne? (ハマりすぎじゃね？)        | Masahito Otani             | Takao Yoshioka | Hatsuki Tsuji                    | 23 kwietnia 2022 |
| 5  | 5  | Isn’t That a Little Too Heavy? Futori sugi ja ne? (太りすぎじゃね？)    | Yoshihisa Iida             | Ayumu Hisao    | Yoshihisa Iida                   | 30 kwietnia 2022 |
| 6  | 6  | Are We Too Good? Tsuyo sugi ja ne? (強すぎじゃね？)                     | Takanori Yano              | Kotsukotsu     | Hirohide Shikishima              | 7 maja 2022      |
| 7  | 7  | A Work of Art, Isn’t It? Geijutsu ja ne? (芸術じゃね？)                 | Yūta Takamura              | Takao Yoshioka | Saori Yamamoto                   | 14 maja 2022     |
| 8  | 8  | Time for the Summer Festival, Huh? Natsumatsuri ja ne? (夏祭りじゃね？) | Ken Andō                   | Ayumu Hisao    | Tomoe Makino                     | 21 maja 2022     |
| 9  | 9  | I’m Sick, Huh? Kaze ja ne? (風邪じゃね？)                               | Susumu Yamamoto            | Kotsukotsu     | Yoshihiro Takamoto               | 28 maja 2022     |
| 10 | 10 | We’re Camping, Huh? Kyanpu ja ne? (キャンプじゃね？)                    | Tomoe Makino Takanori Yano | Takao Yoshioka | Yasutaka Yamamoto Saori Yamamoto | 4 czerwca 2022   |
| 11 | 11 | It Snowed, Huh? Yuki ja ne? (雪じゃね？)                                | Hiroshi Tamada             | Kotsukotsu     | Yoshihisa Iida                   | 11 czerwca 2022  |
| 12 | 12 | This Is a Duel, Huh? Hatashiai ja ne? (果たし合いじゃね？)              | Naoki Murata Tomoe Makino  | Takao Yoshioka | Tomoe Makino                     | 18 czerwca 2022  |

#### Sezon 2
| №  | #  | Tytuł                                                                               | Reżyseria                      | Scenariusz       | Scenorys                         | Premiera         |
| -- | -- | ----------------------------------------------------------------------------------- | ------------------------------ | ---------------- | -------------------------------- | ---------------- |
| 13 | 1  | A Transfer Student, Huh? Tenkōsei ja ne? (転校生じゃね？)                           | Tomoe Makino                   | Takao Yoshioka   | Tomoe Makino                     | 7 kwietnia 2025  |
| 14 | 2  | Kinda Grainy, Huh? Tsubutsubu ja ne? (つぶつぶじゃね？)                             | Yasutaka Yamamoto Tomoe Makino | Gotsugotsu       | Yasutaka Yamamoto Saori Yamamoto | 14 kwietnia 2025 |
| 15 | 3  | The Athletics Festival, Huh? Taiikumatsuri ja ne? (体育祭じゃね？)                  | Naoki Murata                   | Masanao Akahoshi | Hidetoshi Namura                 | 21 kwietnia 2025 |
| 16 | 4  | An Idol, Huh? Aidoru ja ne? (アイドルじゃね？)                                      | Naoki Murata                   | Takao Yoshioka   | Chihiro Kumano                   | 28 kwietnia 2025 |
| 17 | 5  | Going Swimming, Huh? Kaisuiyoku ja ne? (海水浴じゃね？)                             | –                              | –                | –                                | 5 maja 2025      |
| 18 | 6  | Running Away from Home, Huh? Iede ja ne? (家出じゃね？)                             | –                              | –                | –                                | 12 maja 2025     |
| 19 | 7  | A Class Trip, Huh? Shūgakuryokō ja ne? (修学旅行じゃね？)                           | –                              | –                | –                                | 19 maja 2025     |
| 20 | 8  | Christmas, Huh? Kurisumasu ja ne? (クリスマスじゃね？)                              | –                              | –                | –                                | 26 maja 2025     |
| 21 | 9  | It’s a Battle, Huh? Taiketsu ja ne? (対決じゃね？)                                  | –                              | –                | –                                | 2 czerwca 2025   |
| 22 | 10 | A Musical, Huh? Myūjikaru ja ne? (ミュージカルじゃね？)                             | –                              | –                | –                                | 9 czerwca 2025   |
| 23 | 11 | The Culture Festival, Huh? Bunkamatsuri ja ne? (文化祭じゃね？)                     | –                              | –                | –                                | 16 czerwca 2025  |
| 24 | 12 | Seriously, Isn’t This Too Close? Yappari Chika Sugi ja ne? (やっぱり近すぎじゃね？) | –                              | –                | –                                | 23 czerwca 2025  |